# Jan (Bērziņš)
Jan, imię świeckie Pēteris Bērziņš, ros. Пётр Леонидович Берзинь, Piotr Leonidowicz Berziń (ur. 16 marca 1957 w Cooma) – biskup Rosyjskiego Kościoła Prawosławnego poza granicami Rosji.

## Życiorys
Jest z pochodzenia Łotyszem, urodził się w rodzinie emigrantów, którzy opuścili kraj w czasie II wojny światowej. Ukończył studia filologiczne na Australian National University, gdzie nauczył się łaciny i języka starogreckiego.
W 1982 wstąpił do seminarium duchownego przy monasterze Trójcy Świętej w Jordanville i został posłusznikiem w tymże klasztorze. W 1985 ukończył seminarium; 29 marca 1985 arcybiskup syrakuski i troicki Ławr (Szkurła) przyjął od niego wieczyste śluby zakonne i nadał mu imię Jan na cześć św. Jana Chrzciciela. 12 kwietnia 1987 arcybiskup Ławr udzielił mu święceń diakońskich, zaś 4 listopada – kapłańskich.
Od 1992 do 1996 był kapelanem żeńskiego klasztoru przy cerkwi św. Marii Magdaleny w Jerozolimie. W 1994 otrzymał za swoje osiągnięcia duszpasterskie złoty krzyż napierśny. Funkcję tę sprawował ponownie w latach 2001–2005. Następnie pracował jako kierownik misji Świętych Sergiusza i Hermana z Wałaamu na terenie eparchii Chicago i środkowej Ameryki.
5 września 2005 w monasterze Trójcy Świętej w Jordanville metropolita wschodnioamerykański Laur nadał mu godność igumena.
20 maja 2008 Sobór Biskupów Rosyjskiego Kościoła Prawosławnego poza granicami Rosji wyznaczył go na katedrę południowoamerykańską. Nominację tę potwierdził miesiąc później Święty Synod Rosyjskiego Kościoła Prawosławnego. Uroczysta chirotonia miała miejsce w cerkwi Narodzenia Pańskiego w Erie 22 czerwca 2008. Ihumen Jan otrzymał tytuł biskupa Caracas.
26 października 2010 po śmierci biskupa Erie Daniela został duszpasterzem Rosyjskiego Kościoła Prawosławnego poza granicami Rosji ds. wspólnot rytu staroobrzędowego.